# Nyunzu
Nyunzu este un oraș în  provincia Katanga, Republica Democrată Congo. În 2012 avea o populație de 42 589 de locuitori, iar în 2004 avea 36 138.